# ثقافة أفغانستان

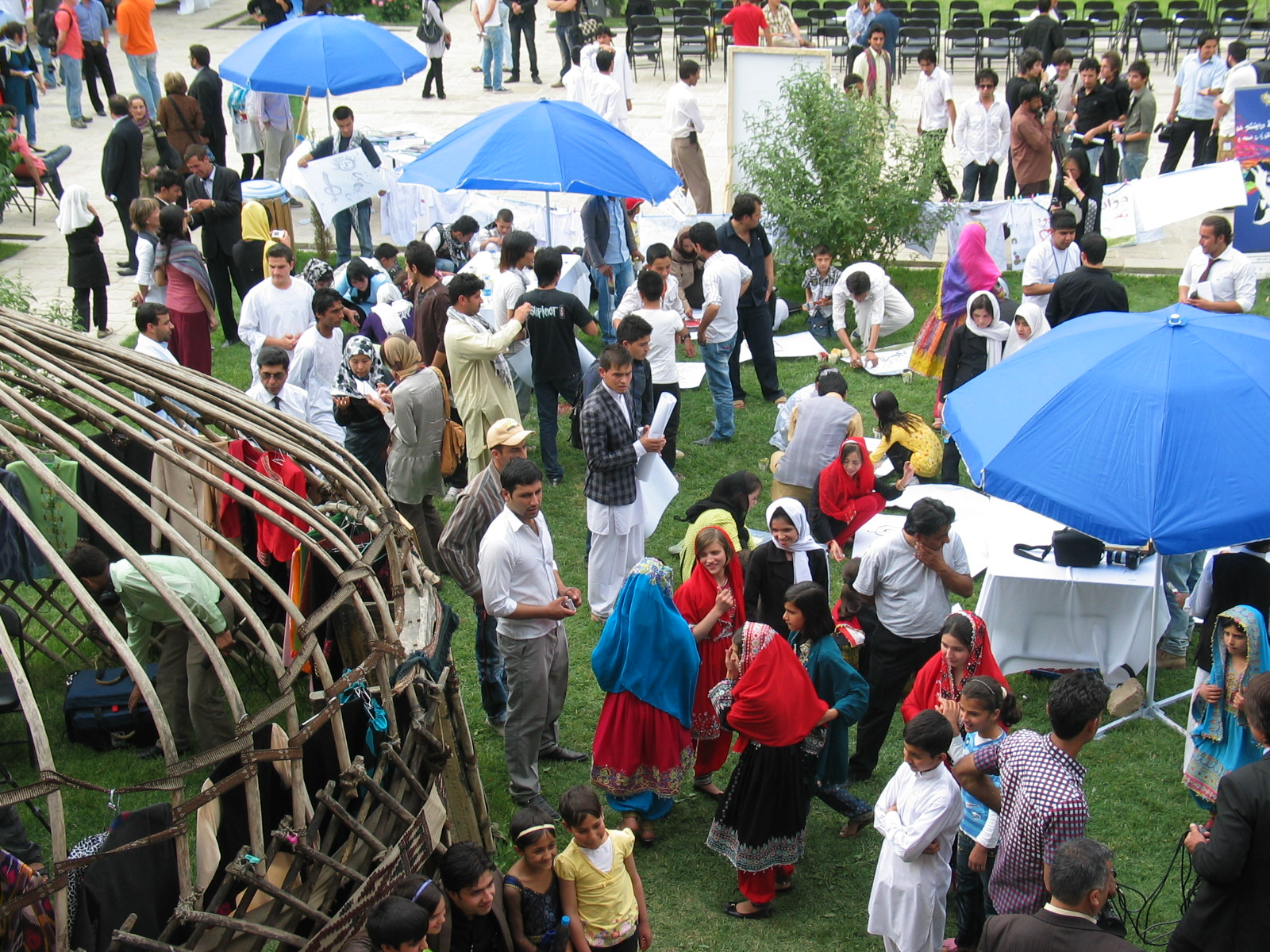

انطلقت ثقافة أفغانستان منذ أكثر من ثلاثة آلاف عام، بتاريخ تعقبه المؤرخون حتى عهد الإمبراطورية الأخمينية في عام 500 قبل الميلاد. تُترجم كلمة أفغانستان إلى «أرض الأفغان» أو «مكان الأفغان» باللغات الرسمية للدولة، والتي هي الدارية والبشتو. يغلب على المجتمع الأفغاني الطابع القبلي، ويتنوع المجتمع ضمن مناطق مختلفة من البلاد، ولكل منطقة ثقافتها الفرعية الخاصة. يتبع معظم الأفغان التقاليد الإسلامية ويحتفلون بنفس العطلات ويرتدون نفس الملابس ويأكلون نفس الطعام ويستمعون لنفس الموسيقى وتتعدد لغاتهم إلى حد ما.
في المنطقة الجنوبية والشرقية، يعيش البشتون وفقا لثقافة البشتون، وعادة ما يتكلمون كلتا البشتونية والدارية المعروفة أيضًا بالفارسية الأفغانية. تتأثر المناطق الغربية والشمالية والوسطى في أفغانستان بالثقافات المجاورة لوسط آسيا والفارسية.

## الفن والموسيقى
تتمتع أفغانستان بتاريخ طويل من الفن، مع أول استخدام عُرف في العالم للرسم الزيتي وجد في جداريات ضمن كهوف في البلاد. يشمل الفن الأفغاني على لوحة المنمنمة الفارسية، وكان كمال الدين بهزاد من هرات واحدًا من أهم أعلام ذلك الفن خلال عهد السلالتين التيمورية والصفوية. منذ بداية القرن العشرين، بدأت الأمة باستخدام تقنيات غربية في الفنون لديها. كان عبد الغفور بريشنا رسامًا وفنانًا أفغانيًا بارزًا من كابول خلال القرن العشرين.
كان الفن الأفغاني في الأصل يُمارس بشكل كامل تقريبًا من قبل الرجال، ولكن مؤخرًا بدأت النساء بدخول برامج الفنون في جامعة كابول. يتركز الفن إلى حد كبير في المتحف الوطني الأفغاني والمعرض الوطني لأفغانستان والأرشيف الوطني لأفغانستان في كابول. يوجد هناك عدد من المدارس الفنية في البلاد. يؤهل مركز الفنون المعاصرة في أفغانستان في كابول الشباب لتعلم فن الرسم المعاصر.
تقليديا، لم تشارك سوى النساء في التمثيل المسرحي. في الآونة الأخيرة، بدأت النساء باحتلال مراكز الصدارة في الفنون المسرحية.
من الفنون الأخرى المعروفة في البلاد الموسيقى والشعر والعديد من الرياضات. كان فن صناعة السجاد شهيرًا لقرون من الزمان. تُعرف أفغانستان بصناعة السجاد الشرقي الجميل. لدى السجادة الأفغانية بصمات خاصة تميزها عن غيرها وتجعلها متفردة.
منذ ثمانينيات القرن الماضي، شهدت البلاد عدة حروب، ما أدى إلى قمع الموسيقى وتقليل الاستماع للموسيقى الأجنبية لأدنى حد. خلال التسعينات، حظرت حكومة طالبان استخدام الآلات الموسيقية وكثيرًا من عزف الموسيقى العامة. واصل العديد من الموسيقيين والمطربين ممارسة مواهبهم في مدن بلدان أخرى. تعد المدن الباكستانية مثل بيشاور وكراتشي وإسلام آباد مراكز هامة لتوزيع الموسيقى الأفغانية. كانت كابول العاصمة الثقافية الإقليمية لفترة طويلة، ولكن الغرباء يميلون إلى التركيز على مدينتي هيرات ومزار شريف نظرًا لأسلوبها القتغاني. عادة ما تكون كلمات الأغاني في جميع أنحاء البلاد باللغة الدرية-الفارسية والبشتوية. تحظى الأغاني والموسيقى الأوزبكية والهندية والغربية بشعبية كبيرة في أفغانستان.
يتمتع الأفغان بالموسيقى من خلال عزف العديد من أنواع الآلات. ويستمتعون أيضًا بتنفيذ رقصة الأتان، والتي تعتبر الرقصة الوطنية في أفغانستان. عادة ما ـُسمع في البلاد الأغاني الشعبية والأغاني الراقصة «البالاد». الكثير من الأغاني معروفة من قبل الجميع تقريبًا، وهي موجودة منذ سنوات عديدة. تشمل الأدوات الموسيقية الأفغانية التقليدية الرئيسية: الطبلة، والره وا فو، والتشنغ، والسنطور، والقدمية، والطنبور، والديرة، والفلوت، والزرنة، والسيتار.